# William Dunne
William Dunne SPS (* 6. Juni 1920 in Delvin; † 31. März 2002) war römisch-katholischer Bischof von Kitui in Kenia.

## Leben
William Dunne trat der Ordensgemeinschaft der St. Patrick’s Gesellschaft für auswärtige Missionen bei und empfing am 18. Dezember 1944 die Priesterweihe. Pius XII. ernannte ihn am 19. Oktober 1956 zum Apostolischen Präfekten von Kitui. Paul VI. erhob am 16. November 1963 die Apostolische Präfektur zum Bistum und ernannte ihn zum Bischof von Kitui.
Die Bischofsweihe spendete ihm der Bischof von Meath, John Anthony Kyne, am 9. Februar des nächsten Jahres; Mitkonsekratoren waren Cornelius Lucey, Bischof von Cork und Ross, und Vincent Hanly, Bischof von Elphin.
Er nahm an der zweiten bis vierten Sitzungsperiode des Zweiten Vatikanischen Konzils teil. Am 2. November 1995 nahm Papst Johannes Paul II. seinen altersbedingten Rücktritt an.